# シレネ
シレネ(Sirene、ブルガリア語: сирене)は、バルカン半島、特にクロアチア、セルビア、マケドニア、ブルガリア、ルーマニア、アルバニア、モンテネグロ、さらにイスラエル等で作られる塩漬けチーズの一種である。ヤギ乳、羊乳、牛乳またはそれらの混合から作られる。若干もろく、含水率は約52-54%、乾燥質量中の脂肪含量は約44-48%である。きめの粗いブロック状に作られる。そのまま食べたり、サラダや焼き料理に使われる。
ブルガリアでは、シレネという言葉はチーズ全般を指すが、この地域で作られる塩漬けチーズを特定して指す場合もある。

## レシピ

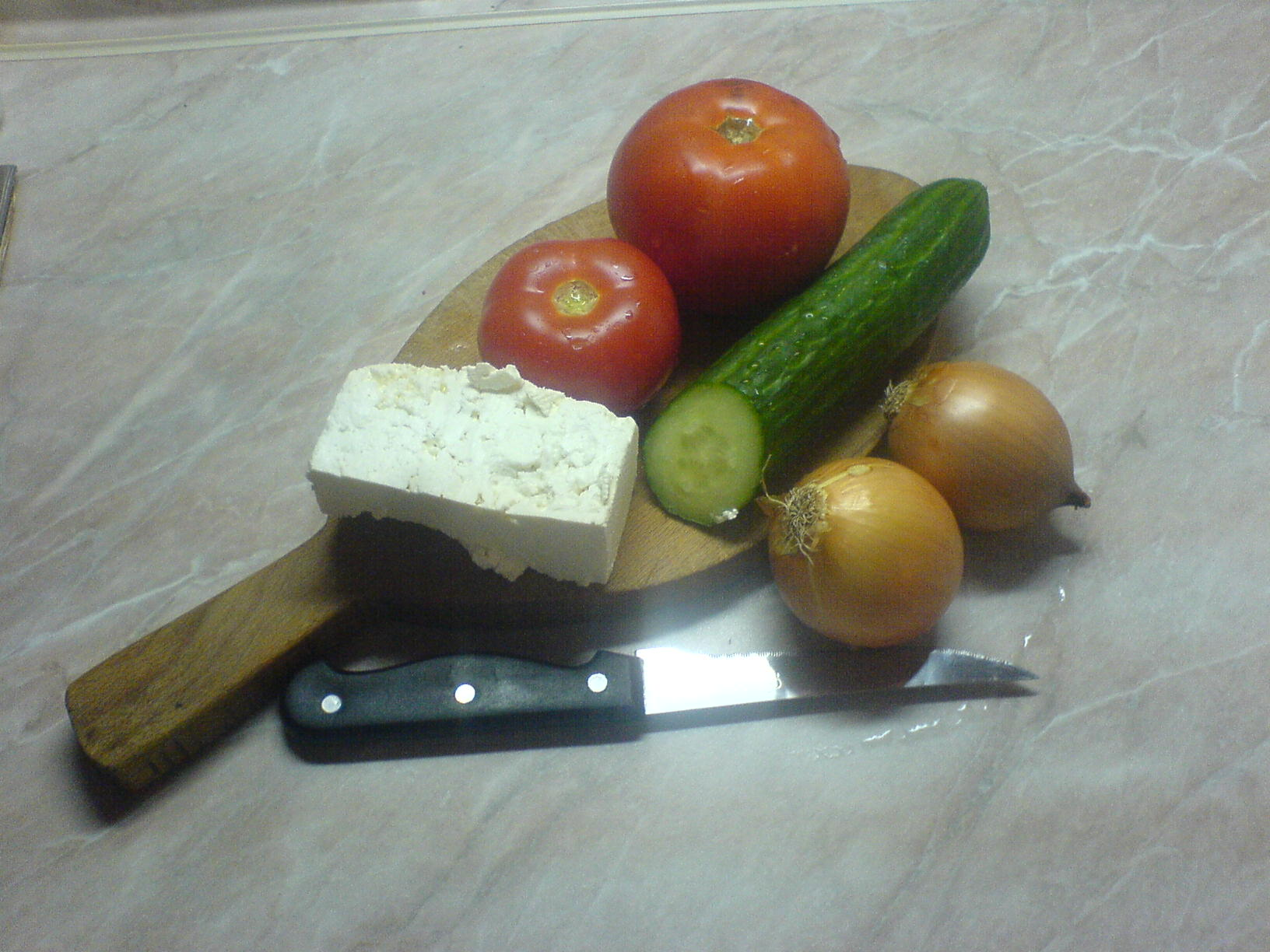
ショプスカサラダを作る材料

ヨーグルトやシレネはバルカン半島諸国の国民食であり、地域によって様々な種類が存在する。ルーマニア、マケドニア、ブルガリア、ボスニア、セルビア、クロアチア、モンテネグロ、アルバニアの人々は、ヨーグルトやシレネを様々な形態で常食する。
シレネを用いた伝統的な料理には、以下のようなものがある。
- スープ：シレネを加えたジャガイモや野菜のスープ (сиренява чорба).
- サラダ：トマト、ピーマン、キュウリ、タマネギ、シレネから作るショプスカサラダ
- 卵料理：シレネを使った目玉焼きやオムレツ。また、ヨーグルト、ニンニク、パセリ、クルミのソースを添え、シレネをかけたゆで卵(яйца по панагюрски; eggs a la Panagyurishte)も人気がある。
- パスタとコーンミール：シレネとトマトソースまたはケチャップを用いたスパゲッティ。朝食としては、シレネと砂糖をかけたマカロニ。カチャマック（現地のコーンミール）もシレネとともに食べられる。
- ペストリー：伝統的なバニツァやその他のペストリーもシレネから作られる。
- 肉詰めピーマン：肉詰めピーマンにシレネと卵を詰めたものも人気がある。

その他、前菜としても食べられる。

## 他の国の類似のチーズ
バルカン半島の多くの国では、シレネに似たようなチーズがあり、各々の名前で知られる。現地の人々は、似たチーズの違いをよく認識している。違いの例としては、各々の地域での羊やヤギの種類や餌の違いがあり、チーズの味や食感に影響を与える。